# William Henry Timrod
William Henry Timrod (* 15. Juli 1792 bei Charleston, South Carolina; † 28. Juli 1838 in Charleston) war ein amerikanischer Buchbinder und Dichter.

## Leben und Werk
William Henry Timrod wurde als Sohn deutschstämmiger Einwanderer auf einer Tabakplantage in South Carolina geboren. Sein Vater Heinrich Dimroth war 1765 in die Vereinigten Staaten eingewandert und hatte den Namen zu Timrod geändert.
William Henry Timrod erlernte das Buchbinderhandwerk und eröffnete 1812 seine eigene Werkstatt in Charleston, die sich in den folgenden Jahren zu einem Treffpunkt der Literaten der Stadt wie William Gilmore Simms entwickelte; der Literatenzirkel um Simms wurde so auch als Timrod's club bekannt. Timrod hatte auch selbst dichterische Ambitionen. 1814 veröffentlicht er seinen einzigen Gedichtband Poems on Various Subjects mit zumeist humorigen, teils folkloristisch getönten Gedichten, die den Einfluss der „antipastoralen“ Burlesken des englischen Barockliteratur wie etwa John Gays Shepherd's Week zeigen. Timrod kann so als ein früher Vertreter eines spezifischen Südstaatenhumors gesehen werden, der mit Autoren wie Augustus Baldwin Longstreet die Literatur der Region vor allem ab 1830 prägte. Zudem schrieb und veröffentlichte er mehrere Gelegenheitsgedichte, so etwa anlässlich der Nullifikationskrise 1828 die recht pathetische Ode Sons of the Union!, in der an den Unionsgedanken der amerikanischen Nation und ihrer Bürger appellierte.
Timrods ausgeprägter Patriotismus verleitete ihn 1836 auch dazu, als Anführer einer Charlestoner Freiwilligentruppe, der „deutschen Füsiliere“ (German fusiliers), in den Zweiten Seminolenkrieg zu ziehen. Timrods Miliz rückte in die von Indianerangriffen bedrohte und nur schwach befestigte Stadt St. Augustine in Florida ein, sah aber in den fünf Monaten ihres Aufenthalts keine Kampfhandlungen. Nach seiner Rückkehr erkrankte Timrod schwer, möglicherweise an Tuberkulose, vielleicht hatte er sich auch in Florida ein tropisches Fieber zugezogen.
Timrod starb am 28. Juli 1838 in Charleston. Er hinterließ seine Frau Thyrza (geborene Prince), drei Töchter und seinen einzigen Sohn Henry Timrod, der später während des Amerikanischen Bürgerkriegs als Dichter berühmt werden sollte. Henry Timrod sandte 1855 auch fünf Gedichte und eine biografische Notiz an Evert A. Duyckinck zur Aufnahme in dessen Cyclopedia of American Literature; Duyckinck übernahm für sein seinerzeit bahnbrechendes Kompendium der amerikanischen Literatur jedoch nur das Gedicht To Harry, eine Ode an und über seinen seinerzeit noch im Säuglingsalter stehenden Sohn Henry. Abgesehen von dieser vereinzelten Anthologisierung gerieten Timrods Gedichte in der Folge völlig in Vergessenheit und sind erst in den vergangenen Jahrzehnten wieder gelegentlich ins Blickfeld von Literaturwissenschaftlern geraten.